# Чемпіонат Туру WTA 2004, парний розряд
Вірхінія Руано Паскуаль і Паола Суарес були чинними чемпіонками, але не змогли захистити свій титул, оскільки в півфіналі їх перемогли Кара Блек і Ренне Стаббс.
Надія Петрова і Меган Шонессі виграли титул, у фіналі перемігши пару Блек і Стаббс з рахунком 7–5, 6–2.

## Сітка

### Легенда
| - Q = Кваліфаєр - WC = Вайлд-кард - LL = Щасливий лузер | - Alt = Заміна - SE = Виняток - PR = Захищений рейтинг | - w/o = Без гри - r = Зняття - d = Присуджено перемогу |

### Фінальна частина
|  | Півфінали                            | Півфінали                            | Півфінали                   | Півфінали | Півфінали |                        |                        | Фінал | Фінал | Фінал | Фінал | Фінал |
|  |                                      |                                      |                             |           |           |                        |                        |       |       |       |       |       |
|  | Кара Блек Ренне Стаббс               | Кара Блек Ренне Стаббс               | 711                         | 6         |           |                        |                        |       |       |       |       |       |
|  | Вірхінія Руано Паскуаль Паола Суарес | Вірхінія Руано Паскуаль Паола Суарес | 69                          | 4         |           |                        |                        |       |       |       |       |       |
|  | Вірхінія Руано Паскуаль Паола Суарес | Вірхінія Руано Паскуаль Паола Суарес | 69                          | 4         |           | Кара Блек Ренне Стаббс | Кара Блек Ренне Стаббс | 5     | 2     |       |       |       |
|  |                                      |                                      |                             |           |           | Кара Блек Ренне Стаббс | Кара Блек Ренне Стаббс | 5     | 2     |       |       |       |
|  |                                      | Надія Петрова Меган Шонессі          | Надія Петрова Меган Шонессі | 7         | 6         |                        |                        |       |       |       |       |       |
|  | Надія Петрова Меган Шонессі          | Надія Петрова Меган Шонессі          | Надія Петрова Меган Шонессі | 7         | 6         | 6                      | 6                      |       |       |       |       |       |
|  | Надія Петрова Меган Шонессі          | Надія Петрова Меган Шонессі          |                             |           |           | 6                      | 6                      |       |       |       |       |       |
|  | Світлана Кузнецова Олена Лиховцева   | Світлана Кузнецова Олена Лиховцева   | 3                           | 2         |           |                        |                        |       |       |       |       |       |